# 長野県道203号与地辰野線
長野県道203号与地辰野線（ながのけんどう203ごう よちたつのせん）は、長野県伊那市西箕輪字南原から長野県上伊那郡辰野町大字赤羽字屋敷添に至る一般県道である。

## 概要
伊那市与地から中条地籍、羽広地籍、辰野町北大出地籍、羽場地籍、赤羽地籍では集落内を道路が走り、車両一台分の道幅しか確保されていない箇所がある（ただし、箕輪町などでは往復2車線分確保された改良済み箇所も存在）。
箕輪町内では南北に縦断する県道のうち最も西側に位置することから『西県道』と呼ばれている（通常は、春日街道と呼ばれる）。かつて辰野町の国道153号羽場交差点から伊那市の国道361号交差点までの間には信号交差点が1箇所も無かったが、2011年12月に本道と西箕輪小学校・中学校・長野県伊那養護学校へ続く市道及び長野県道476号線が交差する変則五叉路に押しボタン式信号機が設置されスクランブル交差点化した。それに伴い、改良前の同交差点に存在した地下横断道が撤去された。
2020年11月27日、長野県道88号伊那箕輪線（支線）を延伸する形で、伊那西部広域農道との交差点から本線まで北進する道路が支線として開通したのち、2021年10月1日、沢上南原交差点経由の道路を本線とし、当初の区間は箕輪町道・辰野町道に移管された。

### 路線データ

#### 本線
- 起点：長野県伊那市西箕輪字南原（与地交差点、国道361号交点）
- 終点：長野県上伊那郡辰野町大字赤羽字屋敷添（長野県道19号伊那辰野停車場線交点）

## 重複区間
- 国道153号（長野県上伊那郡辰野町大字伊那富）

## 地理
- 主に上伊那北部の西側木曽山脈山麓を走る。
- 伊那市羽広地籍で経ヶ岳林道（国道361号旧道）と接続している。以前は2004年（平成16年）の台風被害により、木曽方面には通り抜けできなかったが、2009年（平成21年）11月12日に通行できるようになった。以前はカーナビゲーション（2006年2月4日以降データ更新のされていないもの。）などを頼りに木曽方面へ進もうとして、通行止めになっていた権兵衛峠（経ヶ岳林道）に迷い込むドライバーが増加したため、現地では転回を求める立看板が設置されている。

### 通過する自治体
- 長野県
  - 伊那市
  - 上伊那郡
    - 箕輪町
    - 辰野町

### 交差している道路
- 国道361号
- 長野県道476号伊那インター西箕輪線
- 長野県道426号吹上北殿線
- 国道153号
- 長野県道19号伊那辰野停車場線
- 長野県道88号伊那箕輪線
- 伊那西部広域農道

### 周辺
- 伊那市立西箕輪中学校
- 伊那市役所西箕輪支所
- 伊那市立西箕輪小学校
- みはらしファーム
- 仲仙寺
- 伊那インター工業団地
- 信州伊那梅苑
- 箕輪町立箕輪西小学校
- 養命酒中央研究所
- ながた自然公園
- みのわ温泉ながたの湯
- 辰野町立辰野南小学校
- 羽場駅
- 辰野パークホテル
- 荒神山公園